# Igreja dos Terceiros (Viseu)
A Igreja dos Terceiros, Igreja de São Francisco ou Igreja da Ordem Terceira de São Francisco é um templo da cidade de Viseu, na atual freguesia de Viseu, situando-se na extremidade do Parque Aquilino Ribeiro voltada para o Rossio (Praça da República), datando da segunda metade do século XVIII.

## Descrição
A sua bela fachada foi desenhada por António Mendes Coutinho, discípulo de Nicolau Nasoni, e de tal modo impressionou a região de Viseu, que a vemos reproduzida tanto na cidade (Igreja da Misericórdia de Viseu), como em terras do distrito (ex.: Igreja Matriz de Ribafeita).
O interior é dominado pela talha dourada do altar-mor, de dois altares colaterais e dois altares laterais, obras do grande entalhador e escultor José da Fonseca Ribeiro.
As paredes interiores possuem um friso de azulejos com a vida de São Francisco.
Na denominada "Casa do Despacho" encontra-se um pequeno espaço museológico.